# Георг Хартман фон Лихтенщайн
Георг Хартман фон Лихтенщайн (на немски: Georg Hartmann von Liechtenstein) е господар на замък Лихтенщайн-Николсбург и Фелдсберг.

## Биография
Роден е през 1513 година. Той е син на Хартман фон Лихтенщайн-Фелдсберг (Iимераторски съветник, † 1539) и втората му съпруга Йохана фон Майнбург († 1521), дъщеря на Бернхард фон Майнберг († сл. 1516) и Елизабет фон Рапах († 1514). Внук е на Георг фон Лихтенщайн-Николсбург цу Фелдсберг († 1484) и Агнес фон Екартзау († сл. 1515). Брат е на Йохан Кристоф фон Лихтенщайн-Николсбург цу Фелдсберг (1515 – 1543).
Георг Хартман фон Лихтенщайн става лутеран.
Умира на 12 юли 1562 г. на 49-годишна възраст. Внукът му Карл I е първият княз на Лихтенщайн (1608 – 1627).

## Фамилия
Георг Хартман фон Лихтенщайн се жени 1542 г. за братовчедката си Сузана фон Лихтенщайн-Николсбург (1520 – 1595), дъщеря на Георг VI фон Лихтенщайн-Щайерег (1480 – 1548) и Магдалена фон Полхайм (* 1497). Те имат 13 деца:
- Хартман II фон Лихтенщайн (* 6 май 1544; † 5 октомври 1585), женен на 28 октомври 1568 г. в замък Ной-Ортенбург в Ортенбург за графиня Анна Мария фон Ортенбург (* 1547; † 16 декември 1601)
- Себастиан (1545 – 1574), женен 1571 г. за Амалия фон Пуххайм († сл. 1575)
- Георг Еразмус (1547 – 1591)
- Хайнрих (1548 – 1551)
- Хайнрих (1554 – 1585, Галиполи, погребан там)
- Фридрих Албрехт (1555 – 1556)
- Йохан Септимиус (1558 – 1595), женен 1590 г. за графиня Анна Мария Лудмила фон Залм–Нойбург (1568 – 1596), дъщеря на граф Юлиус I фон Залм-Нойбург (1531 – 1595)
- Фридрих Албрехт (1561 – 1585)
- Георг Хартман (1562 – 1585, Константинопол)
- Анна Сузана (1549 – 1596), омъжена на 1 февруари 1568 г. за граф Бернхард фон Хардег-Глац († 22 август 1584)
- Сузана Йохана (1550 – 1551)
- Естер (1551 – 1558)
- Юдит (1557 – 1581), омъжена 1579 г. за Хелмхард фон Йогер, фрайхер фон Толет († 1594)